# Carl Gustav Krause
Carl (Karl) Gustav Krause (* 1. September 1892 in Bonn; † 1987 in Ratingen-Hösel) war ein deutscher Landschafts- und Genremaler der Düsseldorfer Schule.

## Leben
Krause studierte Malerei an der Kunstakademie Düsseldorf. Er ließ sich in Hösel nieder und fand dort eine dauerhafte Heimat. Sein künstlerischer Nachlass befindet sich im Museum Ratingen.